# Krava (otok)
Krava je nenaseljeni otočić u hrvatskom dijelu Jadranskog mora.
Njegova površina iznosi 0,042 km². Dužina obalne crte iznosi 0,76 km.